# Cabo Blanco (film)
Pour les articles homonymes, voir Cabo Blanco.
Pour plus de détails, voir Fiche technique et Distribution.
Cabo Blanco est un film d'aventure américain réalisé par J. Lee Thompson en 1980. Il met en vedette Charles Bronson, Jason Robards, Fernando Rey et Dominique Sanda.

## Synopsis
Giff Hoyt (Bronson), est le propriétaire d'un bar à Cabo Blanco, au Pérou. Hoyt est suspecté par le chef de la Police locale d'être l'auteur du meurtre d'un plongeur. Ce dernier fait également pression sur une nouvelle arrivante, Marie, qui reçoit l'aide de Hoyt. Tous deux vont s'efforcer de prouver que le véritable assassin est Beckdorff, un Nazi qui a trouvé refuge dans la région et qui cherche à exhumer un trésor perdu sous la mer.
Le petit port de pêche devient alors le terrain d'affrontement entre les réfugiés Nazis et leurs poursuivants.

## Fiche technique
- Titre : Cabo Blanco
- Réalisation : J. Lee Thompson
- Scénario : Milton S. Gelman et Morton S. Fine
- Photographie : Alex Philips Jr.
- Musique : Jerry Goldsmith
- Montage : Michael F. Anderson
- Production : Lance Hool, Paul Joseph, Martin V. Schmith
- Pays :  États-Unis
- Date de sortie : 1980
- Durée : 87 minutes
- Langue : Anglais
- Format : Couleur
- Affiche : Macario Gómez Quibus (Espagne)

## Distribution
- Charles Bronson (VF : Marcel Bozzuffi) : Gifford Hoyt
- Jason Robards (VF : Pierre Garin) : Gunther Beckdorff
- Dominique Sanda (VF : Frédérique Tirmont) : Marie-Claire Allessandri
- Fernando Rey (VF : René Arrieu) : Capitaine de police Terredo
- Simon MacCorkindale (VF : Pierre Arditi) : Lewis Clarkson
- Camilla Sparv (VF : Perrette Pradier) : Hera Beckdorff
- Gilbert Roland (VF : Jacques Thébault) : Dr Rudolfo Ramirez
- Denny Miller (VF : Claude Bertrand) : Horst
- Jorge Russek (VF : Jean Berger) : le prêtre
- Ana de Sade (VF : Catherine Lafond) : Rosa

## Autour du film
- Le film s'inspire de la trame narrative du film Casablanca.